# Giovanni Antonio Labus

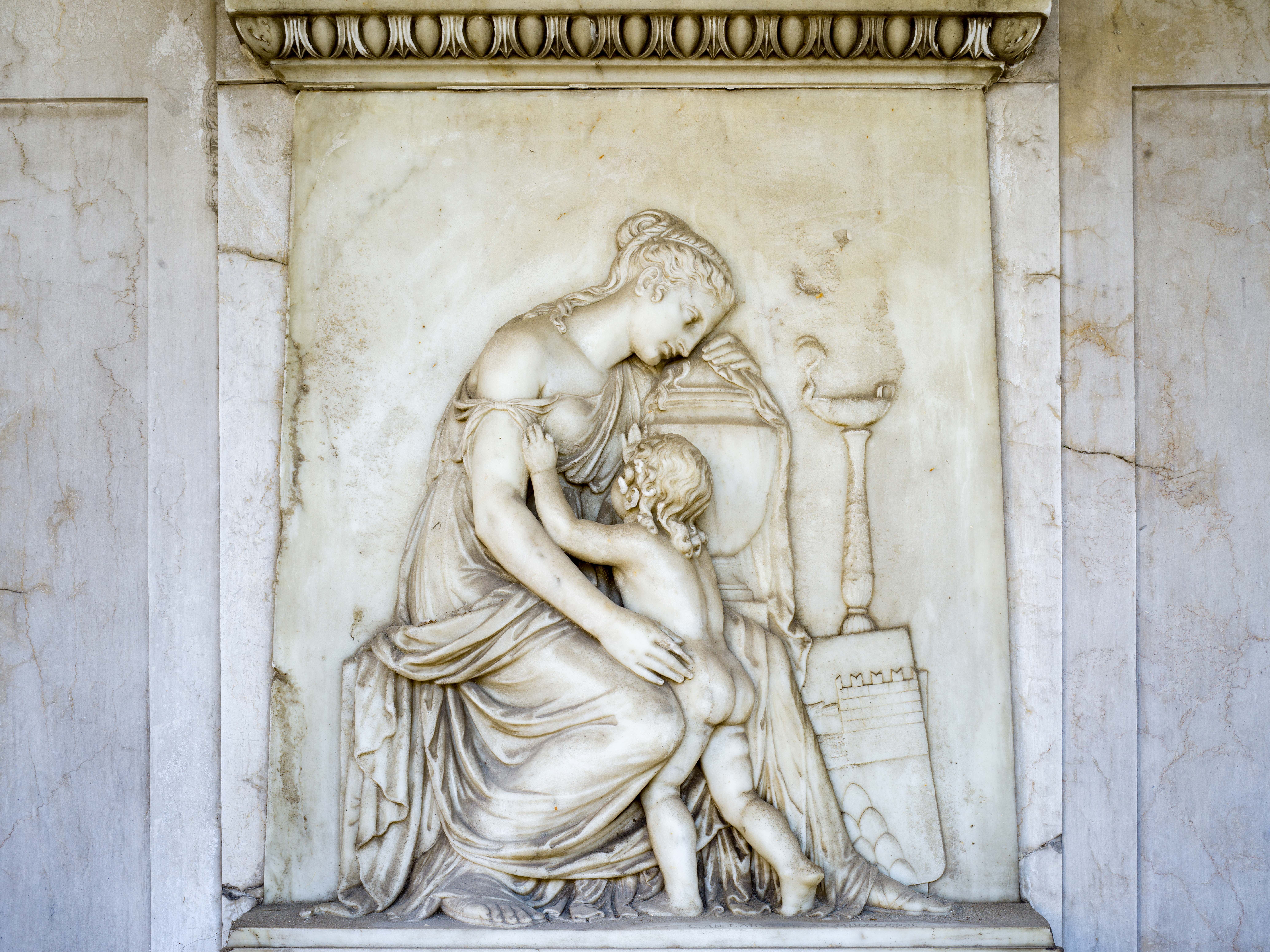
Monumento funebre della famiglia Monti della Corte di Labus nel Cimitero monumentale di Brescia.

Giovanni Antonio Labus (Milano, 9 luglio 1806 – Milano, 15 ottobre 1857) è stato uno scultore italiano.

## Biografia
Figlio dell'archeologo ed epigrafista bresciano Giovanni e di Teresa Pellegrini, frequentò l'Accademia di Brera a Milano e si distinse nella scultura fin dalla più giovane età: a soli quattordici anni gli fu infatti assegnata una medaglia d'onore per un busto del Bramante, destinato all'Ateneo di Brescia.
Nel 1826, a vent'anni, ricevette il primo premio al concorso governativo di Brera con un bassorilievo in gesso dal titolo Allegoria in onore del Canova, oggi esposto alla Galleria d'Arte Moderna di Milano: l'opera mostra un'ispirazione nettamente neoclassica e una forte connotazione derivante dall'indirizzo accademico ricevuto dal Labus.
Sull'onda dei successi giovanili il Labus ottenne diverse commissioni pubbliche e private nelle città di Milano, Brescia (stele per la famiglia Monti, monumento Maggi, una statua di giovane con una cornucopia colma di frutta e verdura per la fontana di piazza del Mercato), Lugano e Monza.
A Milano lavorò ai marmi dell'Arco della Pace, collaborando con il Monti al bassorilievo che rappresenta l'ingresso degli austriaci in città e realizzando il busto della musa che presiede alle arti, Mnemosine, chiave di volta dell'arco di destra sulla fronte che guarda la città e qui collocato nel 1829. Dal 1827 lavorò per la Veneranda Fabbrica del Duomo di Milano, dove fu attivo sino alla fine dei suoi giorni, lasciando molte opere fra le quali un gran numero di statuette di Santi.
Tra le opere considerate suoi capolavori si possono ricordare il Monumento a Bonaventura Cavalieri nel cortile del palazzo di Brera, eretto nel 1844 in occasione del congresso degli scienziati italiani; il busto del vescovo di Brescia Gabrio Maria Nava, collocato nel coro della chiesa dei Santi Faustino e Giovita nella stessa città e la statua di Girolamo Emiliani, patrono degli orfani, realizzato per l'orfanotrofio maschile di Milano.
Riposa al cimitero monumentale di Milano;.
Uno dei figli, Carlo Labus (1844-1909) diverrà un medico pioniere della laringologia.